# 林曦如
林曦如（Sandra，1988年12月11日—），香港新聞工作者；前TVB普通話新聞記者兼主播，曾擔任天氣小姐。

## 簡歷
林曦如就讀於广州市执信中学，大學就讀中国传媒大学播音主持艺术。林曦如曾參與2010中華小姐環球大賽"深圳賽區的選美比賽，後來加入無綫新聞。林曦如喜歡嬰兒。

## 私人合照流出
2012年11月，無綫新聞女主播林曦如及陳嘉欣的私人合照在網上流出，當中包括了「港女十式」。其中還包括男主播林子豪及前同事何永康的合照。相信是林曦如的facebook不設防，被人取得合照。